# Джин Джин (Куинсланд)
Вижте пояснителната страница за други значения на Джин Джин.
Джин Джин (на английски: Gin Gin) е град в Източна Австралия, щат Куинсланд, район Бъндабърг. Градът през 2011 г. има 1190 жители.

## Население
Броят на жителите: